# Bremer (piłkarz)
Gleison Bremer Silva Nascimento (ur. 18 marca 1997 w Itapitandze) – brazylijski piłkarz występujący na pozycji środkowego obrońcy we włoskim klubie Juventus oraz w reprezentacji Brazylii. Wychowanek Desportivo Brasil, w trakcie swojej kariery grał także w takich zespołach, jak Atlético Mineiro oraz Torino.

## Sukcesy

### Wyróżnienia
- Najlepszy obrońca Serie A: 2021/2022[1]
- Drużyna sezonu Serie A: 2021/2022[2]